# Juventus 1941-1942
Questa voce raccoglie le informazioni riguardanti la Juventus nelle competizioni ufficiali della stagione 1941-1942.

## Divise
| Casa | Trasferta | Terza divisa | 1ª portiere |

## Rosa
| N. |                   | Ruolo | Calciatore             |
| -- | ----------------- | ----- | ---------------------- |
|    | Italia (bandiera) | P     | Attilio Bulgheri       |
|    | Italia (bandiera) | P     | Carlo Ceresoli         |
|    | Italia (bandiera) | P     | Cesare Goffi           |
|    | Italia (bandiera) | P     | Egidio Micheloni       |
|    | Italia (bandiera) | P     | Giuseppe Peruchetti    |
|    | Italia (bandiera) | D     | Alfredo Foni           |
|    | Italia (bandiera) | D     | Pietro Rava            |
|    | Italia (bandiera) | D     | Giovanni Varglien (II) |
|    | Italia (bandiera) | C     | Teobaldo Depetrini     |
|    | Italia (bandiera) | C     | Ugo Locatelli          |
|    | Italia (bandiera) | C     | Renato Olmi            |

| N. |                    | Ruolo | Calciatore                    |
| -- | ------------------ | ----- | ----------------------------- |
|    | Italia (bandiera)  | C     | Carlo Parola                  |
|    | Italia (bandiera)  | C     | Michele Santacroce            |
|    | Italia (bandiera)  | C     | Vittorio Sentimenti (III)     |
|    | Italia (bandiera)  | C     | Mario Varglien (I) (capitano) |
|    | Uruguay (bandiera) | A     | Raúl Banfi                    |
|    | Italia (bandiera)  | A     | Savino Bellini                |
|    | Italia (bandiera)  | A     | Lelio Colaneri                |
|    | Italia (bandiera)  | A     | Gino Colaussi                 |
|    | Italia (bandiera)  | A     | Giovanni Ferrari              |
|    | Albania (bandiera) | A     | Riza Lushta                   |
|    | Italia (bandiera)  | A     | Ercole Rabitti                |

## Risultati

### Serie A

#### Girone di andata
| Arbitro: | Scorzoni (Bologna) |

|                |           |            |
| Valcareggi 69’ | Marcatori | 63’ Lushta |

| Arbitro: | Galeati (Bologna) |

|            |           |              |
| Lushta 39’ | Marcatori | 60’ Trevisan |

| Arbitro: | Scorzoni (Bologna) |

|                       |           |  |
| Krieziu 15’ Pantó 56’ | Marcatori |  |

| Arbitro: | Dattilo (Roma) |

|                                   |           |                |
| Banfi 12’ Colaussi 27’ Lushta 42’ | Marcatori | 79’, 87’ Boffi |

| Arbitro: | Fois (Roma) |

|                                     |           |                           |
| Ciancamerla 26’ (rig.) Corbelli 58’ | Marcatori | 23’ Lushta 39’, 81’ Banfi |

| Torino 30 novembre 1941, ore 15:30 CET 6ª giornata | Juventus           | 0 – 0 referto | Venezia | Stadio Municipale Benito Mussolini\| Arbitro: \| Scorzoni (Bologna) \| |
| Arbitro:                                           | Scorzoni (Bologna) |               |         |                                                                        |

| Arbitro: | Dattilo (Roma) |

|                                            |           |  |
| Tosolini 22’ Tagliasacchi 60’ Pasinati 68’ | Marcatori |  |

| Arbitro: | Dellarole (Vercelli) |

|                             |           |  |
| Lushta 23’, 80’ Bellini 35’ | Marcatori |  |

| Arbitro: | Galeati (Bologna) |

|                       |           |             |
| Parvis 56’ Meroni 70’ | Marcatori | 18’ Ferrari |

| Arbitro: | Scorzoni (Bologna) |

|                            |           |  |
| Lushta 10’ M. Varglien 66’ | Marcatori |  |

| Arbitro: | Dattilo (Roma) |

|                                                   |           |                |
| Quario 22’ Cominelli 23’ Salvi 25’ Mascheroni 89’ | Marcatori | 31’ Sentimenti |

| Arbitro: | Carpani (Milano) |

|                 |           |                                   |
| Lushta 30’, 63’ | Marcatori | 20’ Michelini 50’ Piana 89’ Viani |

| Arbitro: | Scarpi (Dolo) |

|  |           |                        |
|  | Marcatori | 24’ Lushta 44’ Bellini |

| Arbitro: | Neri (Vicenza) |

|          |           |             |
| Olmi 46’ | Marcatori | 83’ Barrera |

| Arbitro: | Barlassina (Novara) |

|                             |           |  |
| Reguzzoni 27’ Puricelli 50’ | Marcatori |  |

#### Girone di ritorno
| Arbitro: | Bernardi (Bologna) |

|                                           |           |                                     |
| Foni 14’ (rig.) Lushta 19’, 63’ Banfi 31’ | Marcatori | 66’ (rig.) Penzo 89’ (rig.) Baldini |

| Arbitro: | Galeati (Bologna) |

|                 |           |                                                         |
| Andrighetto 43’ | Marcatori | 24’ Colaussi 37’ (rig.), 76’ Sentimenti 89’ G. Varglien |

| Arbitro: | Barlassina (Novara) |

|                             |           |  |
| Colaneri 24’ Sentimenti 77’ | Marcatori |  |

| Arbitro: | Scorzoni (Bologna) |

|                 |           |                       |
| Rava 47’ (aut.) | Marcatori | 28’ (rig.) Sentimenti |

| Arbitro: | Biancone (Roma) |

|              |           |              |
| Colaneri 87’ | Marcatori | 83’ Corbelli |

| Arbitro: | Galeati (Bologna) |

|                         |           |  |
| Mazzola 13’ Begnini 45’ | Marcatori |  |

| Arbitro: | Galeati (Bologna) |

|            |           |  |
| Lushta 44’ | Marcatori |  |

| Arbitro: | Zelocchi (Modena) |

|                              |           |              |
| Ferraris 23’ Foni 41’ (aut.) | Marcatori | 55’ Colaneri |

| Arbitro: | Scorzoni (Bologna) |

|                                           |           |  |
| Sentimenti 8’ Rabitti 43’ G. Varglien 85’ | Marcatori |  |

| Arbitro: | Scarpi (Dolo) |

|                        |           |              |
| Baldo 6’ Romagnoli 89’ | Marcatori | 44’ Colaneri |

| Arbitro: | Scotto (Savona) |

|                                           |           |  |
| Sentimenti 9’ Bellini 50’, 72’ Lushta 78’ | Marcatori |  |

| Arbitro: | Fois (Roma) |

|          |           |                 |
| Viani 3’ | Marcatori | 33’, 80’ Parola |

| Arbitro: | Curradi (Firenze) |

|            |           |                |
| Lushta 33’ | Marcatori | 43’ Del Grosso |

| Arbitro: | Scorzoni (Bologna) |

|                                          |           |                 |
| Busani 24’, 75’ Barrera 55’ Venditto 67’ | Marcatori | 88’ (rig.) Rava |

| Arbitro: | Scotto (Savona) |

|            |           |              |
| Lushta 15’ | Marcatori | 5’ Puricelli |

### Coppa Italia
| Arbitro: | Gnocchini (Como) |

|                                               |           |  |
| Bellini 36’ Colaneri 61’ Lushta 75’, 81’, 86’ | Marcatori |  |

| Arbitro: | Barlassina (Novara) |

|                 |           |             |
| Lushta 12’, 81’ | Marcatori | 37’ Bertoni |

| Arbitro: | Cardinali (Milano) |

|           |           |  |
| Banfi 78’ | Marcatori |  |

| Arbitro: | Ciamberlini (Genova) |

|                                                        |           |            |
| V. Sentimenti 14’ Bellini 15’ Foni 41’ G. Varglien 54’ | Marcatori | 71’ Barbon |

| Arbitro: | Dattilo (Roma) |

|              |           |             |
| Cappello 82’ | Marcatori | 67’ Bellini |

| Arbitro: | Galeati (Bologna) |

|                                            |           |           |
| Lushta 30’, 70’, 72’ Sentimenti 35’ (rig.) | Marcatori | 57’ Boffi |